# Henrichemont
Henrichemont település Franciaországban, Cher megyében. Lakosainak száma 1713 fő (2022. január 1.). Henrichemont Achères, La Chapelotte, Humbligny, Ivoy-le-Pré, Menetou-Salon, Morogues és Parassy községekkel határos.

## Népesség
A település népessége az elmúlt években az alábbi módon változott:
| Lakosok száma | 1973 | 1826 | 1829 | 1813 | 1787 | 1795 | 1760 | 1743 | 1720 | 1713 |
|               | 1968 | 1982 | 1999 | 2006 | 2011 | 2015 | 2017 | 2018 | 2020 | 2022 |